# Filips van Geldrop (1395)
Filips van Geldrop was ridder en heer van Geldrop van 1395 tot 1403. Hij was de opvolger van Jan van Geldrop.
Filips had twee zoons:
- Rogier van Geldrop
- Filips van Geldrop (1405)

Rogier erfde aanvankelijk de heerlijkheid.